# Arena szczurów
Arena szczurów – powieść kryminalna autorstwa Marka Krajewskiego, wydana w 2015 roku przez Wydawnictwo Znak. 

## Treść
Arena szczurów należy do cyklu powieści Marka Krajewskiego, których bohaterem jest komisarz policji w przedwojennym Lwowie Edward Popielski, akcja rozgrywa się jednak już po wojnie, w latach 1948 i 2013, w Darłowie.
Wacław Remus, profesor filozofii na Uniwersytecie Wrocławskim, syn już nieżyjącego Edwarda Popielskiego, we wrześniu 2013 r. w Darłowie poszukuje śladów swojego ojca. Kontaktuje się z miejscowym franciszkaninem ojcem Ambrożym, który przekazuje mu wspomnienia Edwarda Popielskiego. Ich urywki przeplatane narracją odautorską stanowią treść książki.
Po wojnie Edward Popielski ukrywał się początkowo we Wrocławiu, zagrożony jednak przez poszukujący go Urząd Bezpieczeństwa i NKWD dzięki pomocy władz kościelnych w 1947 r. schronił się w Darłowie, gdzie pod fałszywym nazwiskiem Antoniego Hrebeckiego pracował w miejscowej szkole jako nauczyciel łaciny i matematyki. Krótko po wojnie w Darłowie rządzą UB i Armia Radziecka, w mieście pozostała też jeszcze część ludności niemieckiej.
Latem 1948 r. w Darłowie z rąk nieznanego sprawcy zaczynają ginąć prostytutki, oprócz obrażeń cielesnych wykazują też objawy posocznicy paciorkowcowej. W ukryciu przed władzami Edward Popielski, były policjant, zaczyna tajne śledztwo.